# Klasa wieku drzewostanu
Klasa wieku drzewostanu – umowny okres, zwykle 20-letni, umożliwiający zbiorcze grupowanie drzewostanów według ich wieku. Przeciętny wiek każdego drzewostanu określa się na podstawie wieku obliczonego (oszacowanego) dla kilkunastu drzew panujących danego gatunku.  W praktyce leśnej wprowadzono pojęcie klas i podklas wieku, przyjmując następujące oznaczenia:
- I klasa wieku obejmuje:
  - podklasę Ia – wiek od 1-10 lat
  - podklasę Ib – wiek od 11-20 lat
- II klasa wieku obejmuje:
  - podklasę IIa – wiek od 21-30 lat
  - podklasę IIb – wiek od 31-40 lat
- III klasa wieku obejmuje:
  - podklasę IIIa – wiek od 41-50 lat
  - podklasę IIIb – wiek od 51-60 lat
- IV klasa wieku obejmuje:
  - podklasę IVa – wiek od 61-70 lat
  - podklasę IVb – wiek od 71-80 lat
- V klasa wieku obejmuje:
  - podklasę Va – wiek od 81-90 lat
  - podklasę Vb – wiek od 91-100 lat.

W drzewostanach starszych  niż 100 lat nie stosuje się podziału na podklasy, a więc:
- VI klasa – wiek od 101-120 lat
- VII klasa – wiek od 121-140 lat itd.

Istnieją również dwie kategorie, które trudniej jest oszacować i trudniej określić dokładny, przeciętny wiek. Są to:
- klasa odnowienia
- klasa do odnowienia

Klasa odnowienia oraz klasa do odnowienia różnią się między innymi wielkością powierzchni zajmowanej przez młode pokolenie drzew.